# Větrný Jeníkov
Větrný Jeníkov (německy Windig Jenikau) je městys v okrese Jihlava v Kraji Vysočina. Žije zde 628 obyvatel.

## Název
Název se vyvíjel od varianty Genikow (1226), Genikou (1349), Genikow (1456), Neujenikau (1562), Wietrny Genikow (1602), Wietrnii Genikow (1654), Windig Jenikau a Jenikow wietrny (1787), Windig-Jenikau a Wětrnj Jenikow (1843) až k podobě Větrný Jeníkov v roce 1854. Místní jméno vzniklo z osobního jména Jeník (zdrobnělina jména Jan), přívlastek větrný byl přidán k rozlišení od ostatních vsí s podobným jménem.

## Historie
První písemná zmínka o obci pochází z roku 1226, kdy byla ves v majetku želivského kláštera. Ležela na tzv. humpolecké cestě nedaleko Jihlavy. Ve 14. století byla povýšena na městečko. V období poloviny 15. století až do konce 17. století náležel Jeníkov Trčkům z Lípy. V roce 1719 panství koupil italský rod obchodníků Minettiů. Za jejich panování se zde postavil kostel Panny Marie (1720–1735), roku 1729 došlo k přestavbě tvrze na zámek. V roce 1721 byly zřízeny řemeslnické cechy i nová škola. Roku 1838 majetek zakoupila paní z Rumerskirchu, jež se postarala o obnovu kostela a zámku, který poničil požár roku 1800. Jeníkovský velkostatek v roce 1927 získala Strakova nadace a roku 1948 přišel na československý stát.
Od roku 1869 sem přísluší Velešov. Od 23. ledna 2009 je obec opět městysem.
V roce 2019 získala obec ocenění v soutěži Vesnice Vysočiny 2019, konkrétně obdržela Diplom za moderní knihovnické a informační služby.

## Přírodní poměry
Větrný Jeníkov leží v okrese Jihlava v Kraji Vysočina. Nachází se 8 km jižně od Herálce, 22 jihozápadně od Havlíčkova Brodu, 10 km jihozápadně od Štoků, 5,5 km západně od Smrčné, 14 km severozápadně od Jihlavy, 3,5 km severovýchodně od Šimanova, 3 km východně od Kalhova, 2,5 km východně od Velešova a 14 km jihovýchodně od Humpolce. Geomorfologicky je oblast součástí Česko-moravské subprovincie, konkrétně Křemešnické vrchoviny a jejího podcelku Humpolecká vrchovina, v jejíž rámci spadá pod geomorfologický okrsek Jeníkovská vrchovina. Průměrná nadmořská výška činí 665 metrů. Nejvyšší bod, Peklo (699 m n. m.), leží jihovýchodně od městyse. Větrným Jeníkovem protéká Jiřinský potok, na němž se nachází rybníky Mlýnský a Trojanský. Severním okrajem katastru protéká Úsobský potok, na němž se rozkládá Štěpánský rybník. V jižní části území teče Bělokamenský potok.

## Obyvatelstvo
Podle sčítání 1921 zde žilo v 138 domech 780 obyvatel, z nichž bylo 418 žen. 776 obyvatel se hlásilo k československé národnosti, 1 k německé. Žilo zde 723 římských katolíků, 3 evangelíci, 47 příslušníků Církve československé husitské a 2 židé.
| Rok            | 1869  | 1880  | 1890  | 1900 | 1910 | 1921 | 1930 | 1950 | 1961 | 1970 | 1980 | 1991 | 2001 | 2006 | 2014 |
| -------------- | ----- | ----- | ----- | ---- | ---- | ---- | ---- | ---- | ---- | ---- | ---- | ---- | ---- | ---- | ---- |
| Počet obyvatel | 1 234 | 1 166 | 1 119 | 981  | 904  | 834  | 768  | 573  | 605  | 540  | 525  | 607  | 611  | 582  | 634  |

| Rok            | 1869  | 1880  | 1890  | 1900 | 1910 | 1921 | 1930 | 1950 | 1961 | 1970 | 1980 | 1991 | 2001 | 2015 |
| -------------- | ----- | ----- | ----- | ---- | ---- | ---- | ---- | ---- | ---- | ---- | ---- | ---- | ---- | ---- |
| Počet obyvatel | 1 147 | 1 080 | 1 046 | 915  | 847  | 780  | 719  | 535  | 571  | 524  | 506  | 590  | 596  | 604  |

## Správa a politika

### Členění
Městys má 2 místní části – Velešov a Větrný Jeníkov, které leží na dvou stejnojmenných katastrálních územích a má 2 stejnojmenné základní sídelní jednotky.
Pod městys Větrný Jeníkov také spadají rekreační osady Smrčensko, Struhovec a U Trojanů a řada samot (např. Na Skalce, Bethán, Obora, Valešovský Dvůr či V Horách).

### Zastupitelstvo a starosta
Městys má devítičlenné zastupitelstvo, v jehož čele stojí starosta Tomáš Helar .
| Období    | Voliči | Účast v % | Mandáty | Výsledky                                                         | Starosta           |
| --------- | ------ | --------- | ------- | ---------------------------------------------------------------- | ------------------ |
| 2002–2006 | 466    | 66,09     | 9       | 4 Sdružení ČSSD, NK 3 KDU-ČSL 2 KSČM                             | Jan Hrbáč          |
| 2006–2010 | 472    | 54,03     | 9       | 5 KSČM 4 Sdružení ČSSD, NK                                       | Jan Hrbáč          |
| 2010–2014 | 490    | 62,24     | 9       | 5 Jeníkov u nás 2 Sdružení ČSSD, NK 2 KSČM                       | Ivo Grubbauer      |
| 2014–2018 | 496    | 63,71     | 9       | 3 Sdružení pro Větrný Jeníkov 3 JENÍKOV U NÁS 2 "Jeníkov" 1 KSČM | Martina Ochodnická |

## Hospodářství a doprava
V obci sídlí firmy PREDIX ÚPRAVNA s.r.o., ZEVAR, s.r.o., XDATA spol. s r.o., HO Electronic, s.r.o., KDVJ centrum, s.r.o., PREDIX s.r.o., Pekárna Větrný Jeníkov s.r.o., Simbolo tech s.r.o., Stavitelství Kugler s.r.o., PRIX MORAVA s.r.o., FARMA Vysočina s.r.o. a obchod společnosti LAPEK, a.s. Nachází se zde Restaurace Kulturní dům, Hostinec a penzion U Balážů a pobočka Česká pošta partner. Ordinaci tu má praktický lékař.
Obcí prochází silnice II. třídy č. 131 z Opatova do Petrovic a č. 523 z Humpolce do Jihlavy a komunikace III. třídy č. 3483 do Velešova, místní č. 1318 a č. 3484 do Zbinoh. Na dálnici D1 severně od městyse se nachází dálniční EXIT 104 Větrný Jeníkov, napojující se na silnici II/131. Dopravní obslužnost zajišťují dopravci ICOM transport a ZDAR. Autobusy jezdí ve směrech Humpolec, Ústí, Jihlava, Havlíčkův Brod, Dudín, Ledeč nad Sázavou, Herálec, Úsobí, Žďár nad Sázavou, Nížkov a Polná. Obcí prochází zeleně a žlutě značené turistické trasy.

## Školství, kultura a sport
Základní škola a Mateřská škola Větrný Jeníkov je příspěvková organizace Větrného Jeníkova. Mateřskou školu ve školním roce 2012/2013 navštěvovalo 56 dětí. Základní škola má 9 ročníků. Do základní školy v roce 2012/2013 chodilo 133 žáků. Dojíždějí sem i děti z okolních obcí: místní části Velešov, Zbinohy, Zbilidy, Kalhov, Šimanov, Bílý Kámen, Dudín, Ústí s částí Branišov, Krasoňov a Buková. Sídlí zde knihovna. Tělovýchovná jednota Větrný Jeníkov hraje v sezoně 2014/2015 fotbalovou IV. třídu mužů, skupinu A v okrese Jihlava. Sbor dobrovolných hasičů Větrný Jeníkov byl založen v roce 1879.

## Pamětihodnosti
- Zámek Větrný Jeníkov stojí na místě původní tvrze. V roce 1904 jej do pseudobarokní podoby přestavěl tehdejší majitel Richard Fiedler. Tři patrová křídla uzavírají dvůr. Východní trakt je hlavní, průčelí s dvěma válcovými věžemi je obráceno na náměstí. Jižní křídlo má čtvercový půdorys s polygonální věží v nároží. Na náměstí ústí dvoukřídlá brána s tepanými stylizovanými listy. Na nádvoří stojí kašna. V současnosti zámek vlastní obec a sídlí zde úřad městyse, muzeum RAF a Pošta Partner. Za zámkem se rozkládá park.[5]
- Vodní mlýn u rybníka se rozkládá v údolí Jiřinského potoka.[5]
- Kostel Narození Panny Marie byl postaven na místě původního kostela v roce 1735, k opravě došlo v roce 1792, v letech 1851–1852 proběhla oprava po požáru. V předsíni se nachází kamenná křtitelnice ve tvaru kalicha z 15.–16. století, v obdélné lodi pak dva dětské náhrobníky z roku 1595.[5]
- Židovský hřbitov ze 17. století stojí nedaleko památkově chráněného Dolního mlýna. Nachází se tu přibližně 250 náhrobních žulových stél, nejstarší náhrobek je datován do roku 1652. V západní části rozpadající se hřbitovní zdi se nachází zbytky márnice.[5]
- Kaple svatého Jana Nepomuckého z roku 1837 stojí na cestě ke Štokům.[5]
- Socha svatého Jana Nepomuckého z roku 1721, před kostelem. Na podstavci vytesán erb rodu Minetti, tehdejší jeníkovské vrchnosti.
- Boží muka z 18. století, při rozcestí k Herálci

## Zajímavosti
Poblíž obce se na 104. km nachází nejvýše položený bod dálnice D1 (655 m n. m.).

## Rodáci
- Antonín Váňa (1868–1898), básník a překladatel z francouzštiny
- Josef Hrubý (1906–1988), architekt, představitel funkcionalismu, resp. tzv. mezinárodního stylu, čs. výstavní pavilón na výstavě Expo 58 v Bruselu, projekty: Obchodní dům Bílá labuť a Dům módy v Praze ad., nositel několika státních vyznamenání

## Galerie

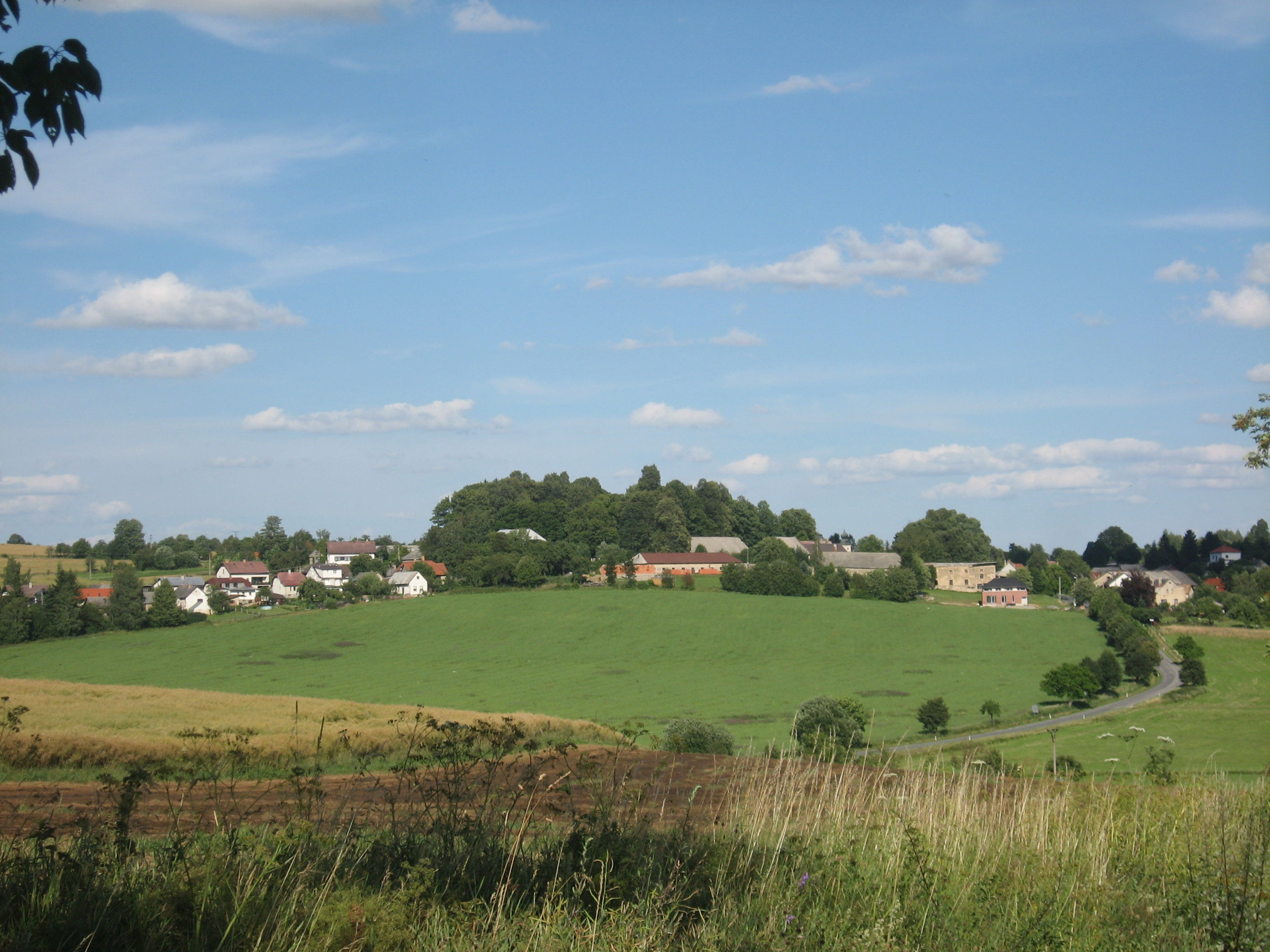
Pohled na městys
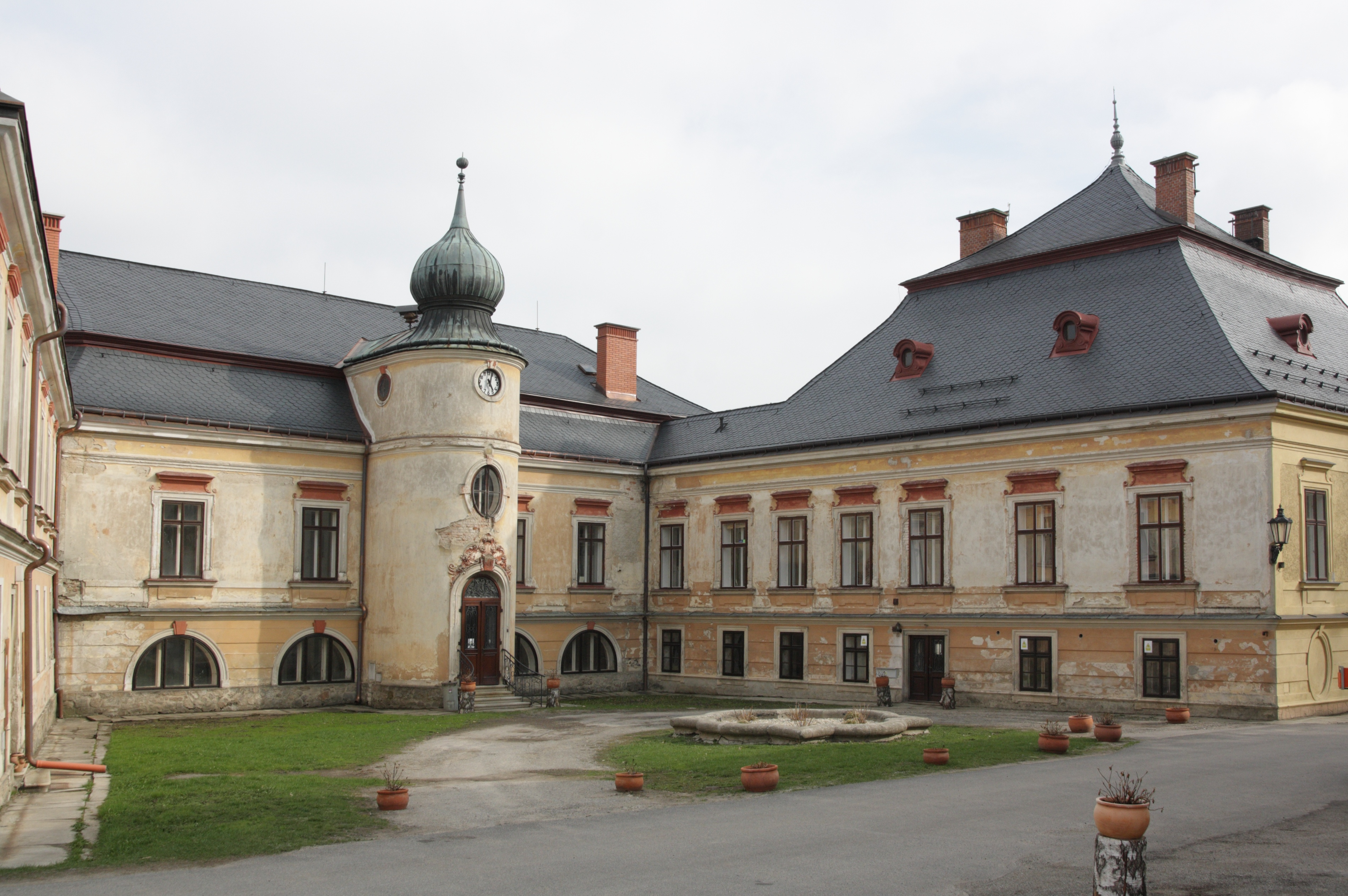
Nádvoří zámku
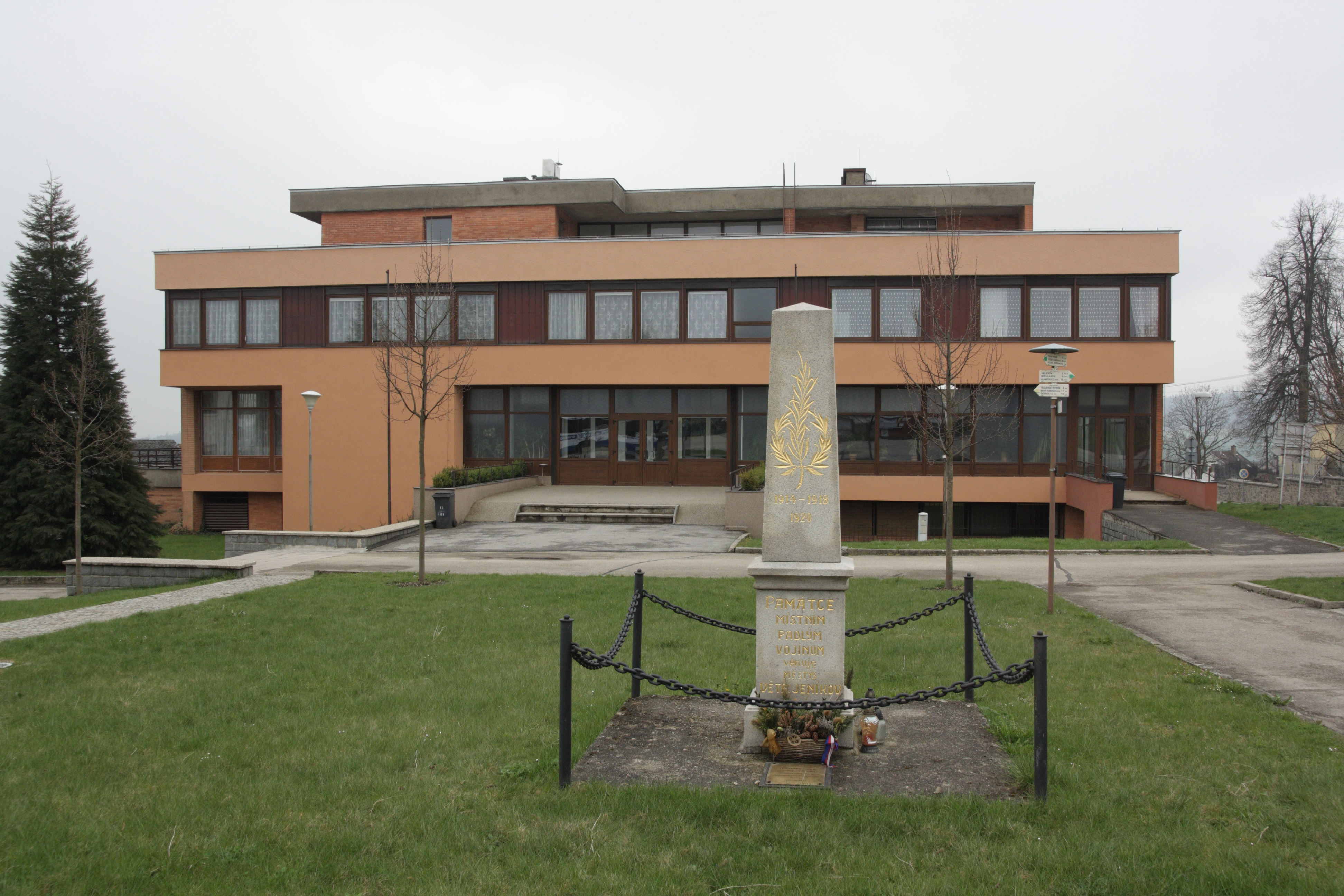
Kulturní dům a pomník padlým
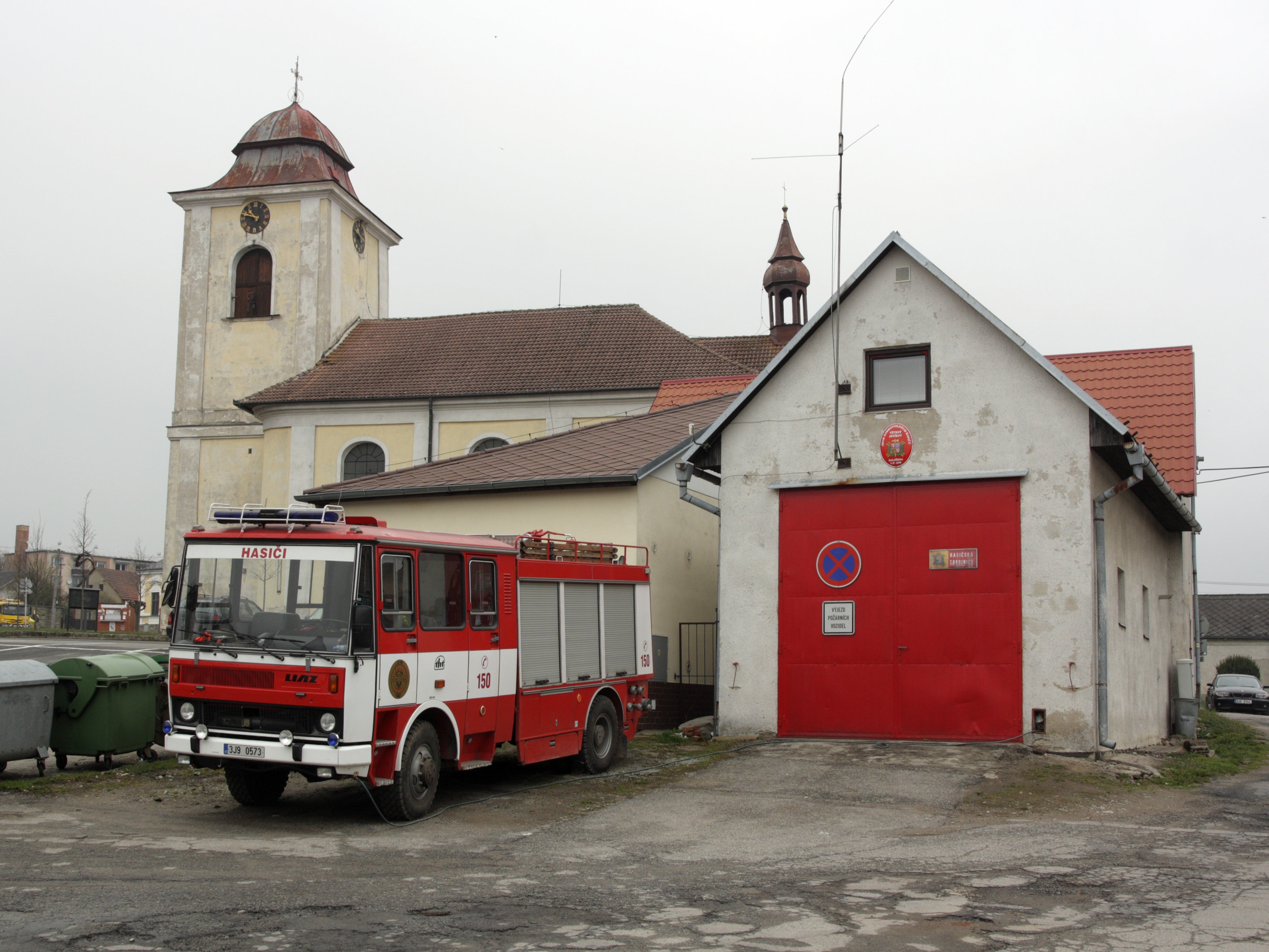
Hasičská zbrojnice
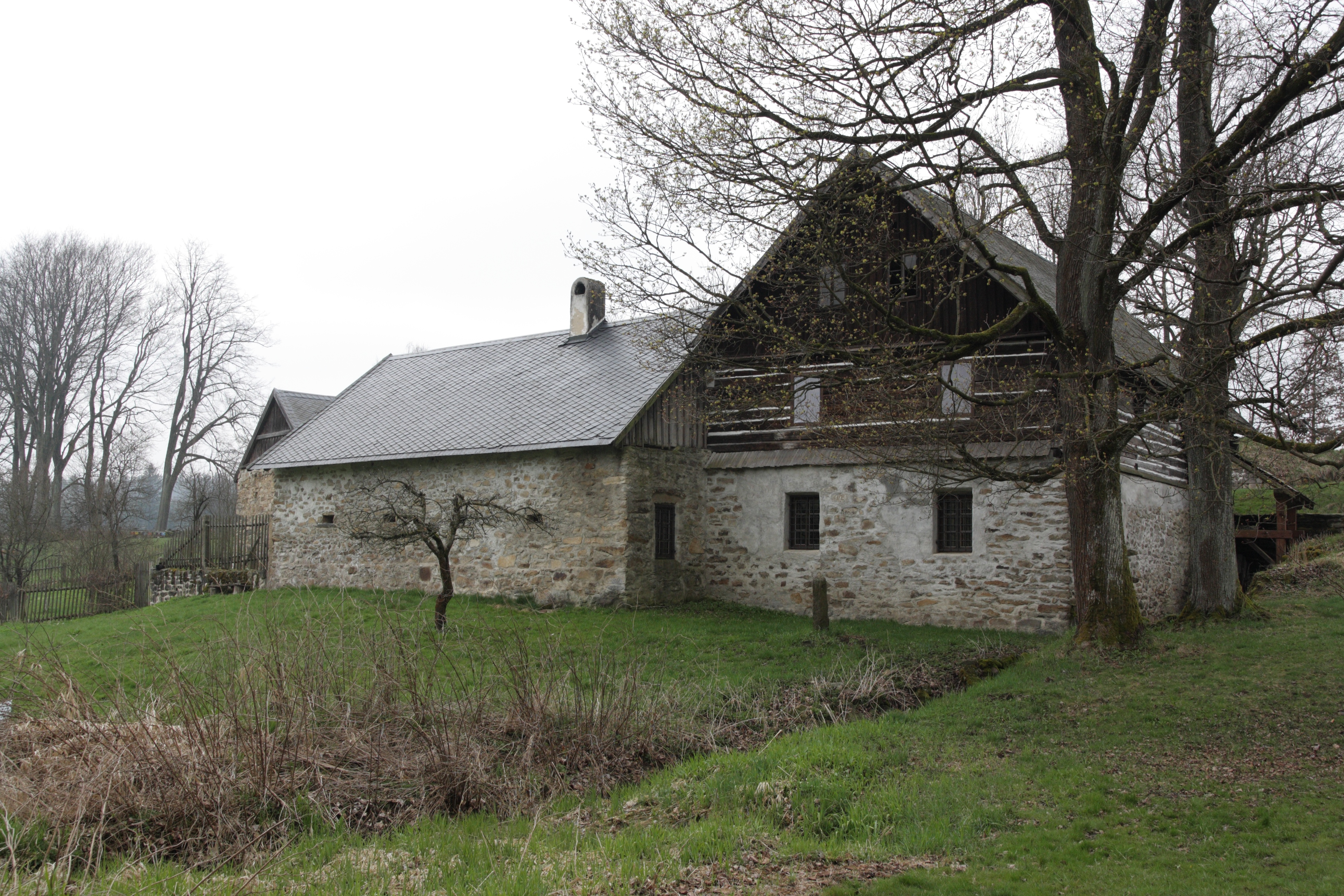
Dolní mlýn
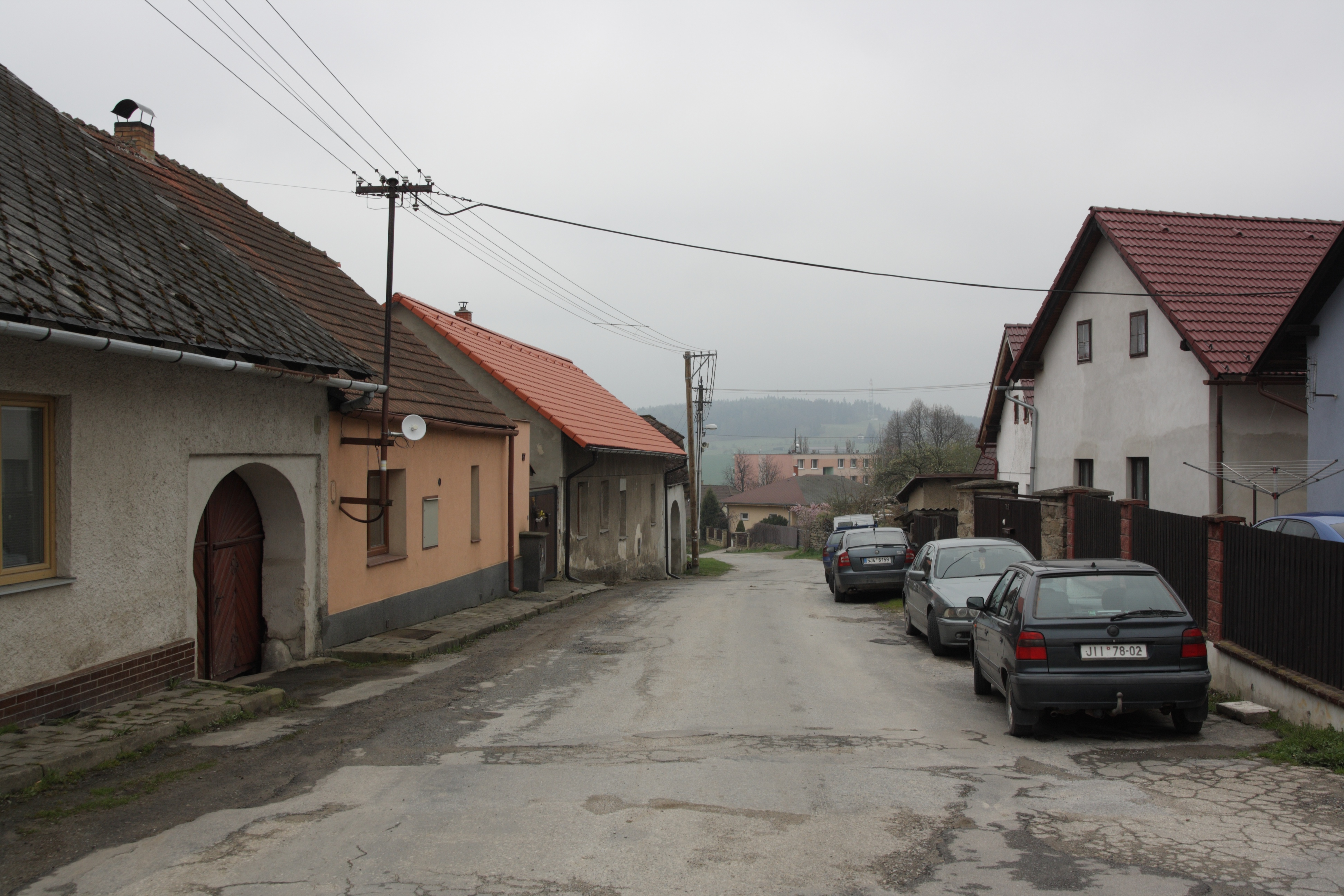
Ulice k Mlýnskému rybníku
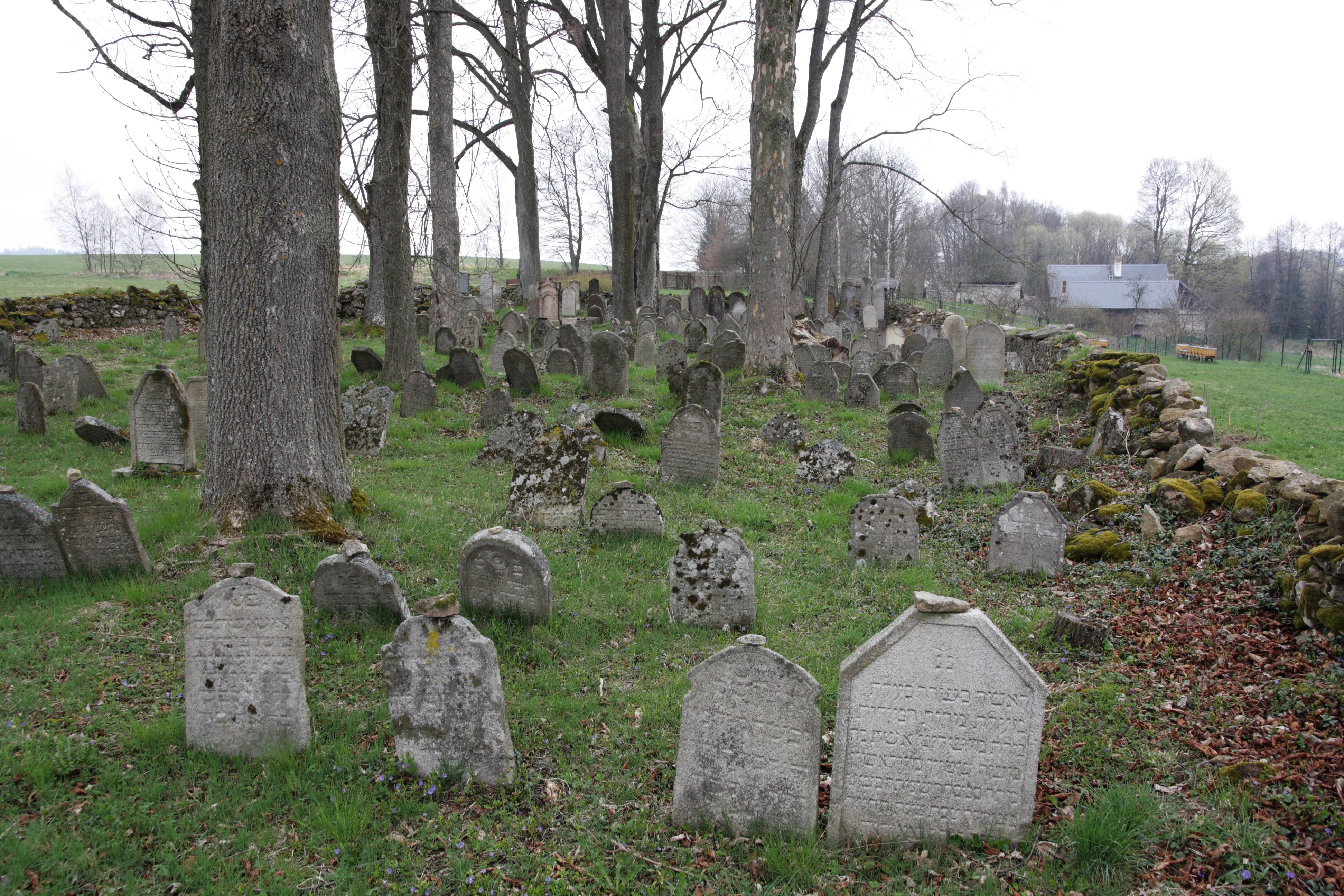
Židovský hřbitov
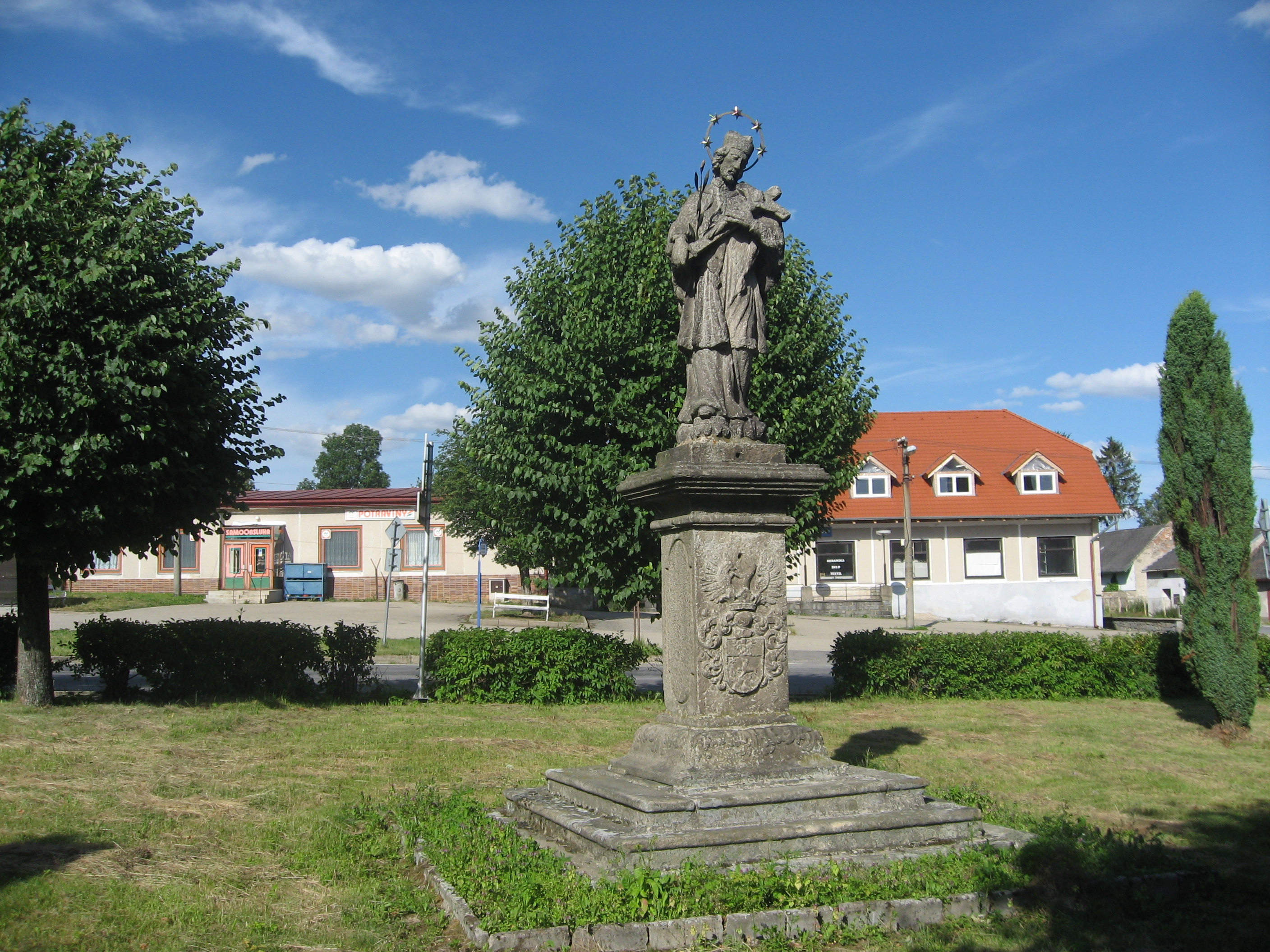
Socha sv. Jana Nepomuckého
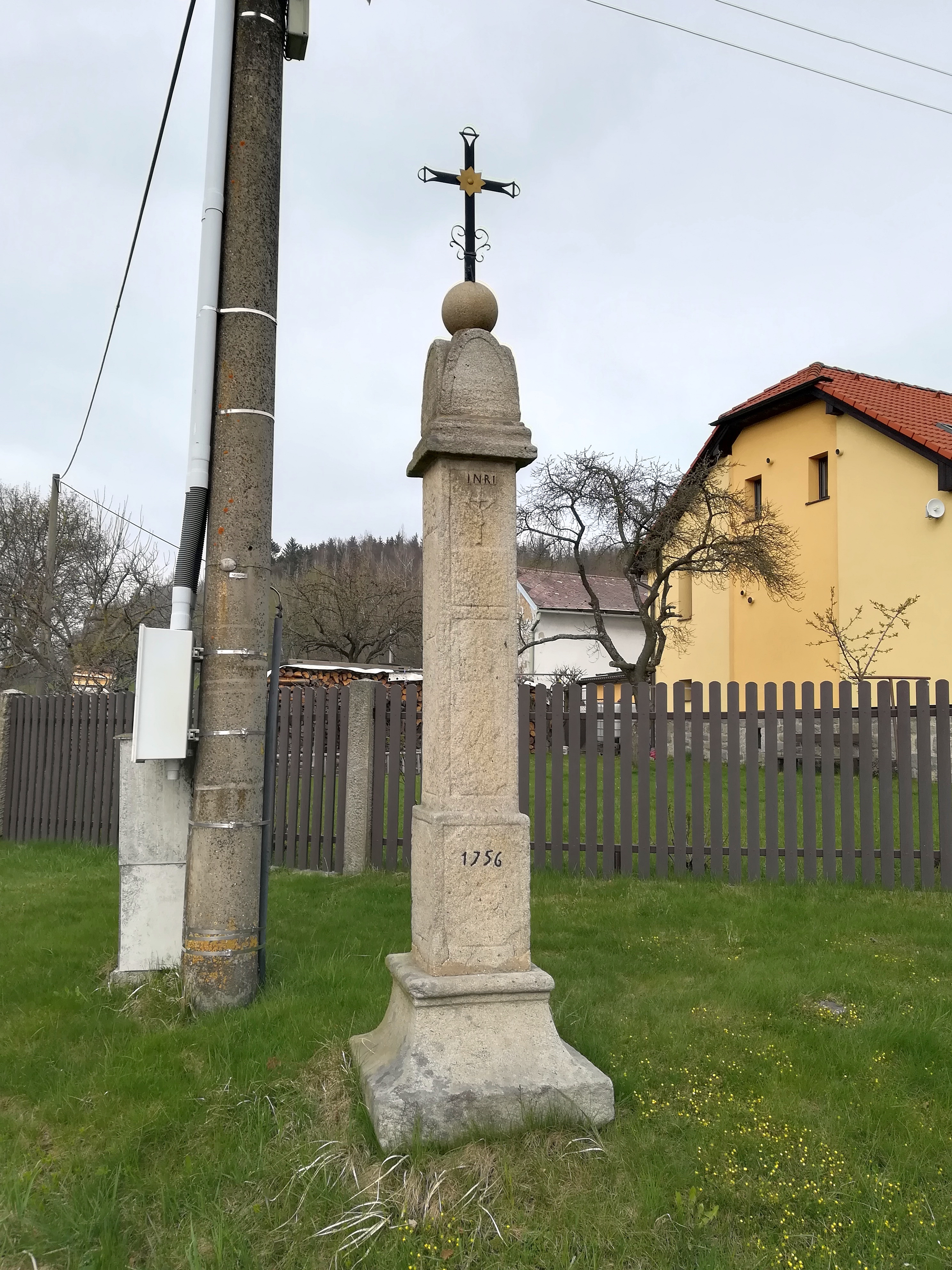
Boží muka z roku 1756
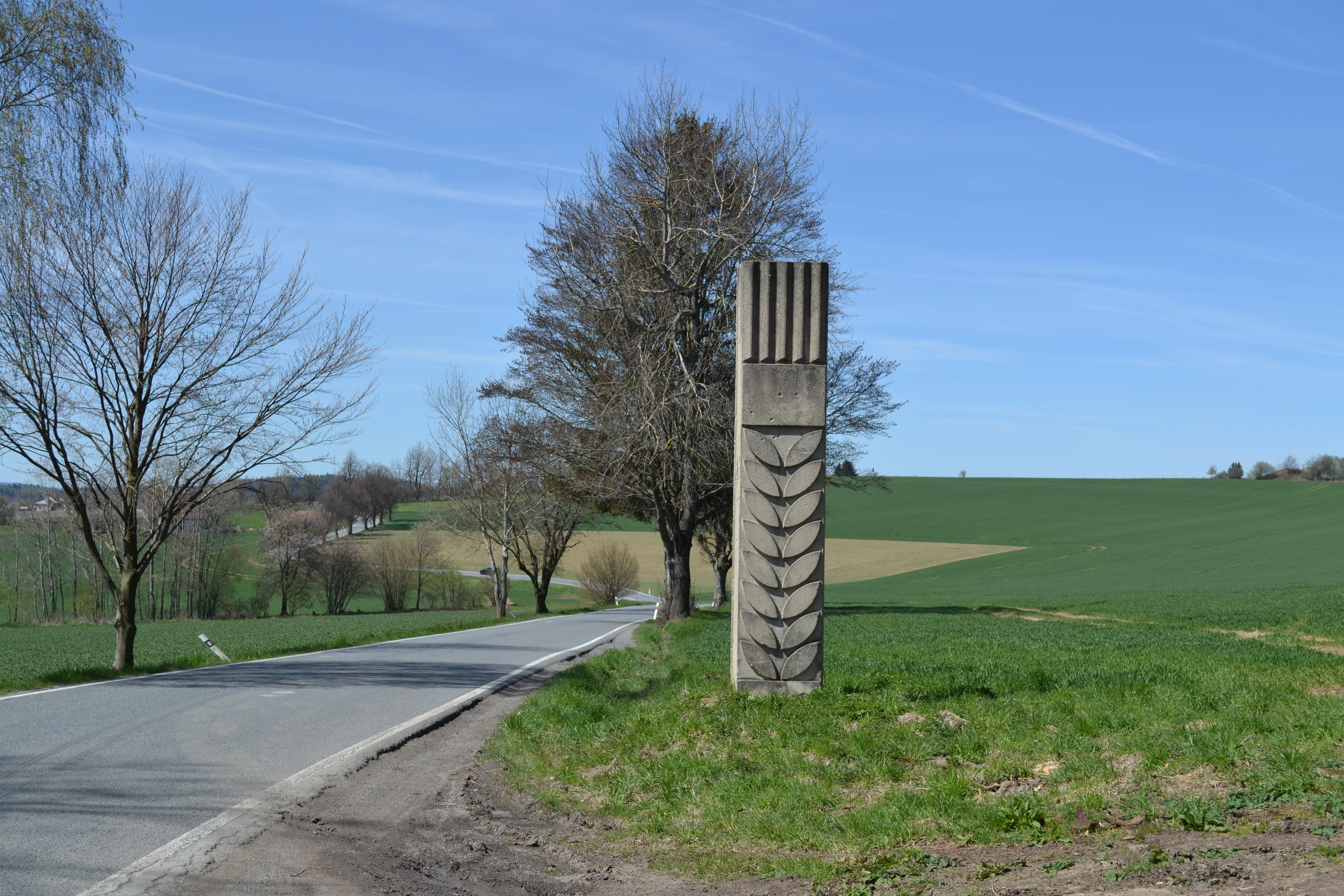
Hraniční pilíř u odbočky na Zbinohy